# Freshwater
Freshwater ist ein weitflächiges Dorf und eine Gemeinde an der Westküste der Isle of Wight, England. Freshwater Bay ist eine kleine Bucht südöstlich des Dorfes an der westlichen Südküste der Insel, die auch Namensgeberin eines Ortsteils von Freshwater ist. Das Dorf liegt in einer Region, die als Back of Wight oder West Wight bekannt ist, einem beliebten Erholungsgebiet. Im Jahre 2011 wurden 5.369 Einwohner gezählt.
Die Westküste von Freshwater ist von steilen Kreidefelsen gesäumt. In dem Ort wurde der Universalgelehrte Robert Hooke geboren. Hier lebte der Hofdichter Alfred Tennyson, 1. Baron Tennyson.

## Geschichte
Robert Walker entdeckte bei Ausgrabungen auf dem Moons Hill im Jahre 1890 zwei für die Umgebung ungewöhnliche Strukturen, die er als Eiskeller und Töpferöfen oder Krematorien beschrieb und sie als Siedlungen der Phönizier einordnete. Chemische Analysen ergaben, dass es sich höchstwahrscheinlich um Kalkstein-Brennöfen handelt.
An der Mündung des Western Yar gibt es Hinweise auf einen römischen Hafen. Im Jahre 530 fiel die Insel an eine Allianz der Sachsen und Jüten. Nach der Normannischen Eroberung Englands übergab William FitzOsbern, 1. Earl of Hereford, zwischen 1066 und 1071 in seinem Todesjahr die Allerheiligenkirche und die Zehnten der Normannischen Abtei von La Vieille-Lyre an die Sachsen. Im Jahre 1414 beschlagnahmte die Krone alle ausländischen Abteien. König Jakob VI. und I. übergab 1623 die Gemeinde Freshwater an den Bischof von Lincoln, John Williams.
Die Gemeinde Freshwater bestand ursprünglich aus fünf Teilgemeinden, auch bekannt als „Tuns“: Norton, Sutton, Easton, Weston und Middleton. Diese Gemeinden bestehen heute immer noch; Sutton jedoch wurde erst in Freshwater Gate, dann in Freshwater Bay umbenannt. Die erste Gemeinderatssitzung wurde am 31. Dezember 1894 abgehalten.

## Sehenswürdigkeiten

### Sakralbauten

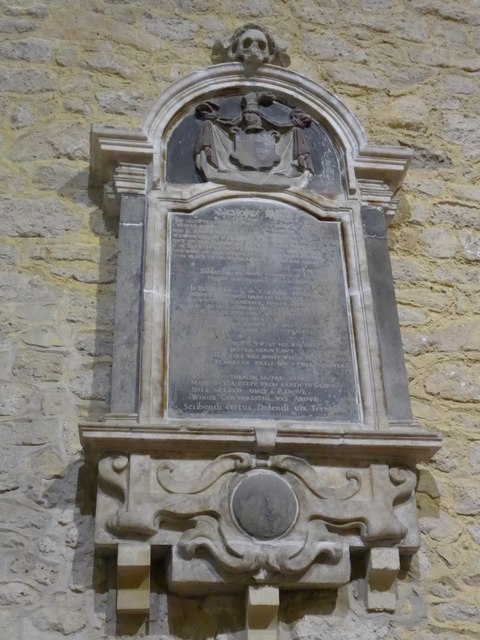
Epitaph in der Allerheiligenkirche

Eine der ältesten Kirchen auf Isle of Wight ist die anglikanische Allerheiligenkirche (All Saints’ Church) in Freshwater mit Mark Whatson als Pfarrer. Sie fand schon im Domesday Book von 1086 Erwähnung. Sie gehört zur Anglikanischen Diözese von Portsmouth. Zur Kirche gehört die nahegelegene Grundschule. Zur Erinnerung an Tennyson wurde in der Kirche ein Denkmal aus Marmor errichtet; auch sein Sohn Lionel Tennyson, der 1886 an Malaria gestorben ist, erhielt hier ein Denkmal. Tennysons Familie wurde auf dem Kirchfriedhof beigesetzt.
Tennysons Sohn, Hallam Tennyson, 2. Baron Tennyson, spendierte Bauland für eine neue Kirche. Seine Frau Audrey schlug den Namen St.-Agnes-Kirche (St. Agnes’ Church) vor; sie wurde am 12. August 1908 geweiht. Es ist die einzige Kirche mit einem Reetdach auf Isle of Wight.

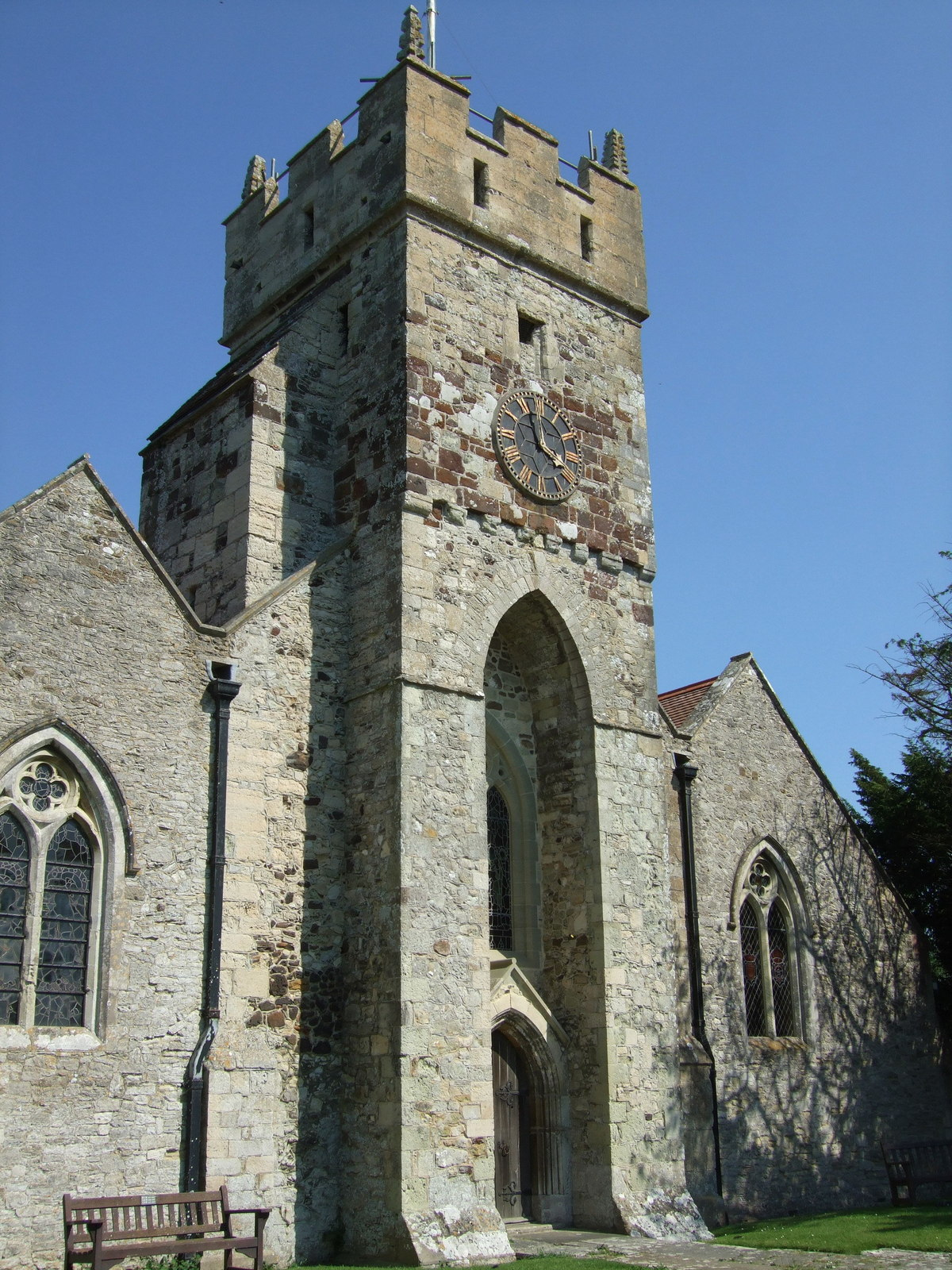
Freshwater, Allerheiligenkirche
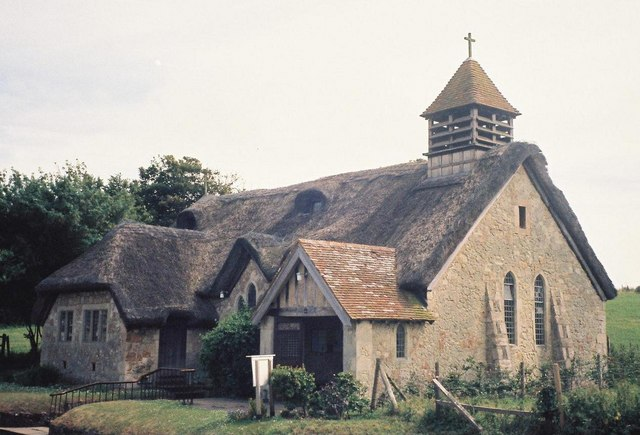
St.-Agnes-Kirche

### Profanbauten

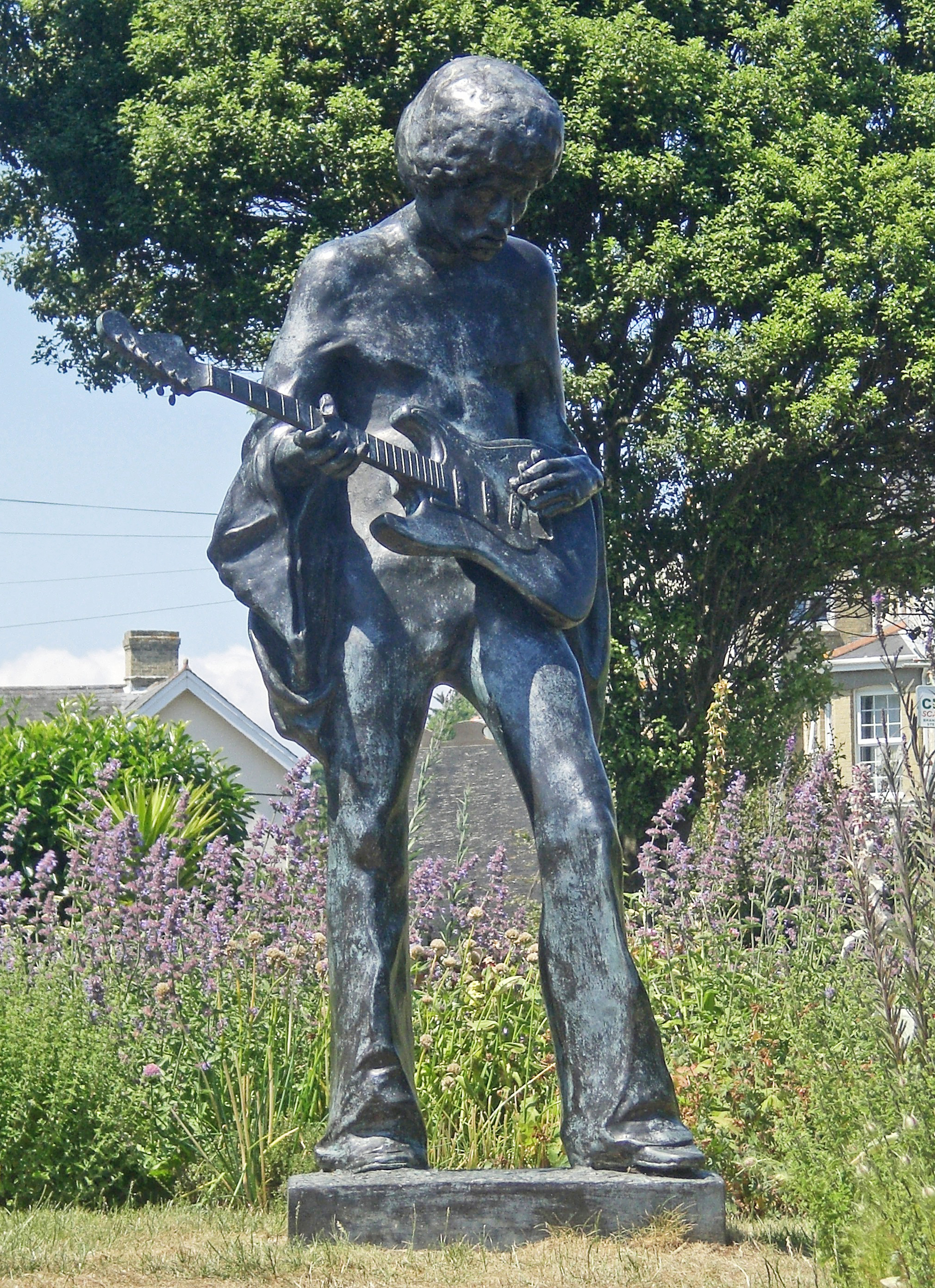
Statue von Jimi Hendrix

Freshwater hatte den größten Bahnhof auf der Freshwater, Yarmouth and Newport Railway, die vom 20. Juli 1889 bis 21. September 1953 betrieben wurde. Im Bahnhofsgebäude sind heute ein Supermarkt und ein Gartencenter eingerichtet.
Freshwater verfügt über ein viktorianisches Strandhotel, The Albion. Es wurde zu jener Zeit gebaut, als das Dorf als Badeort populär wurde. Auch heute gilt die Ortschaft immer noch als beliebter Badestrand. Häufig wird das Hotel wegen der schweren Stürme von Strandsteinen beschädigt; die Fassaden müssen oft instand gesetzt werden.
An einem Felsvorsprung westlich der Freshwater Bay stehen noch die Ruinen des Fort Redoubt, auch Fort Freshwater oder Freshwater Redoubt genannt. Es wurde 1855/1856 zum Schutz des Freshwater Bay erbaut, gehört zu den Palmerston Forts und wurde bis ins frühe 20. Jahrhundert genutzt. Es wurde 1928 vom Militär aufgekauft. Heute ist es Teil eines Privatgeländes, in dessen Nachbarschaft Ferienwohnungen errichtet wurden. Ein einfacher Weg durch die Klippen führt vom Strand aus ins Fort; ein Großteil der schmiedeeisernen Treppe wurde wegen wiederholter witterungsbedingter Schäden abgerissen.
Dimbola Lodge war Wohnsitz von Julia Margaret Cameron und ist nun ein Fotografie-Museum. Es gibt einen Tee- und einen Buchladen. Eine Statue von Jimi Hendrix befindet sich an der Dimbola Lodge.
In der Nachbarschaft zwischen Freshwater Gate und Alum Bay befindet sich bei Farringford das Wohnhaus von Lord Tennyson, das heutige Farringford Hotel.

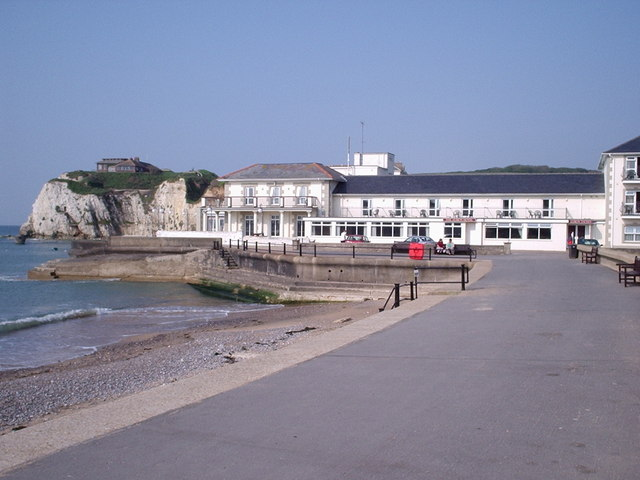
Albion-Strandhotel
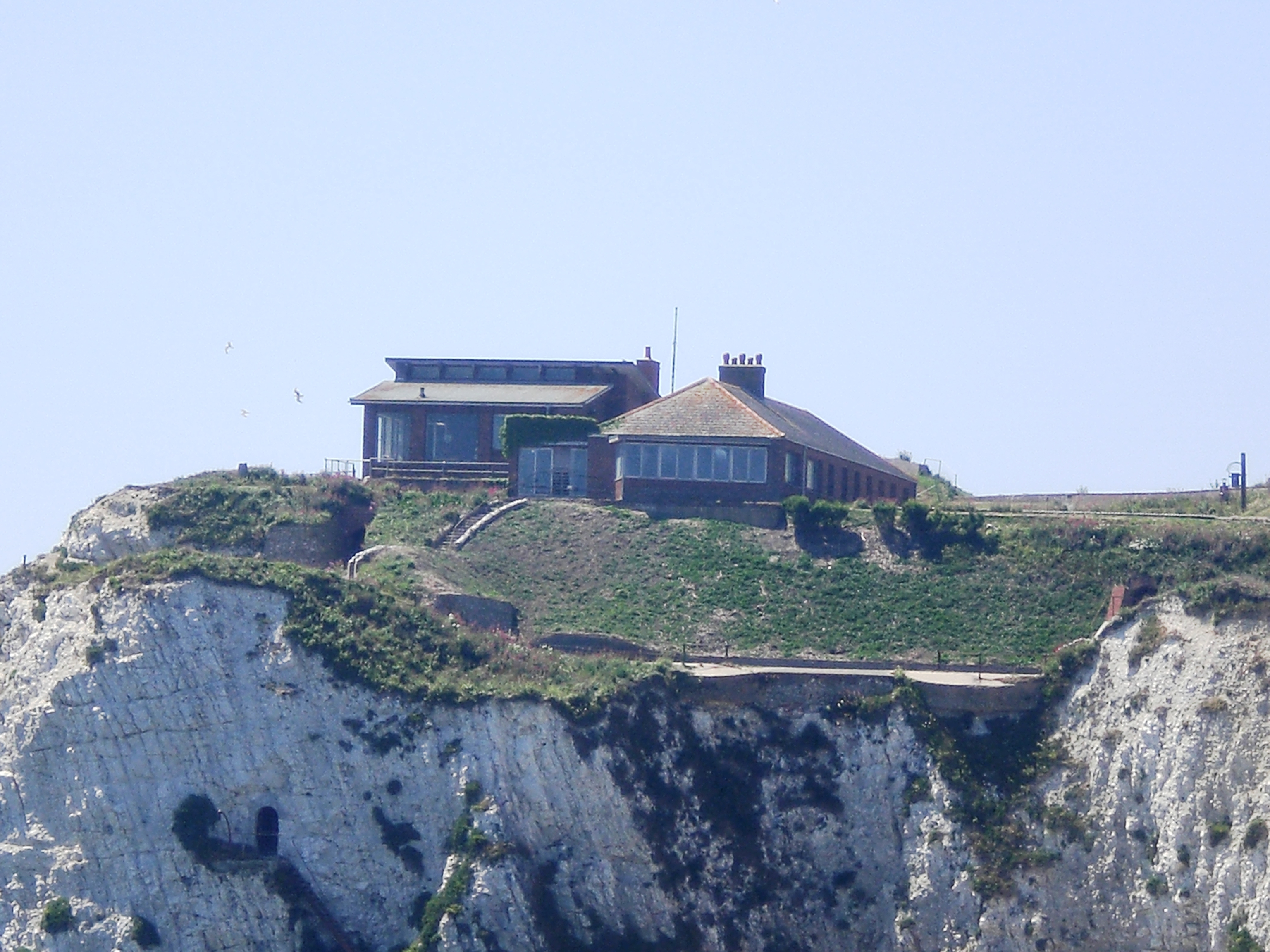
Fort Redoubt
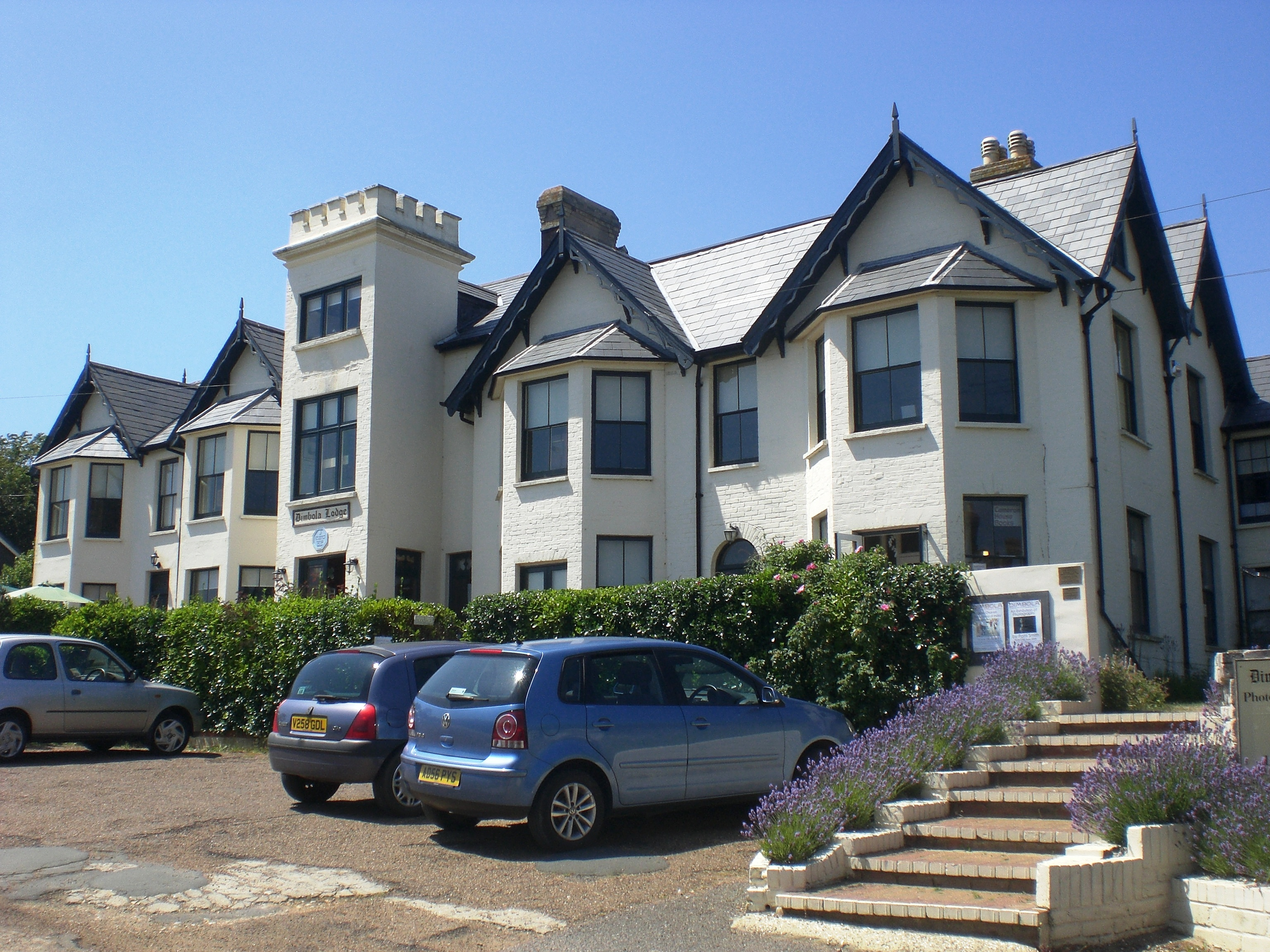
Dimbola Lodge
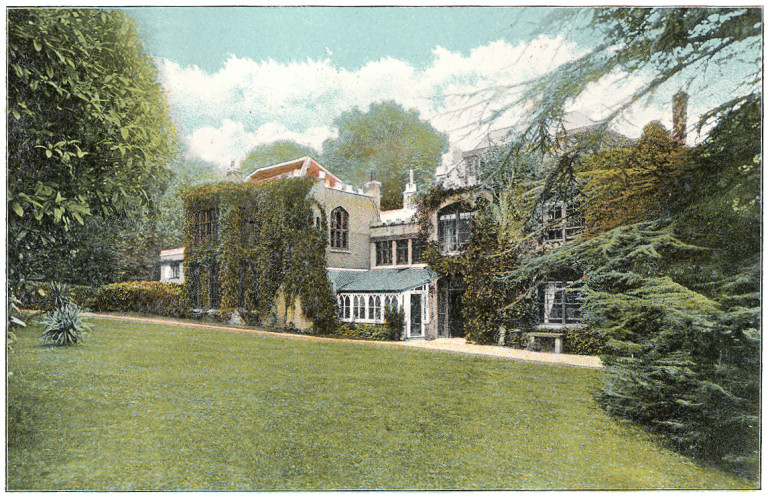
Lord Tennysons Wohnhaus
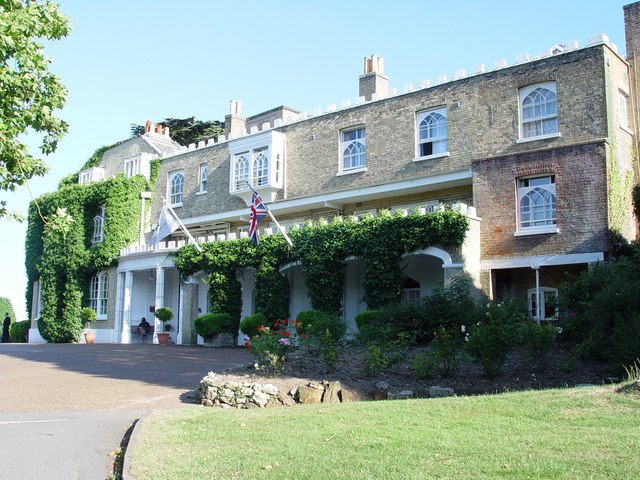
Farringford Hotel

## Persönlichkeiten

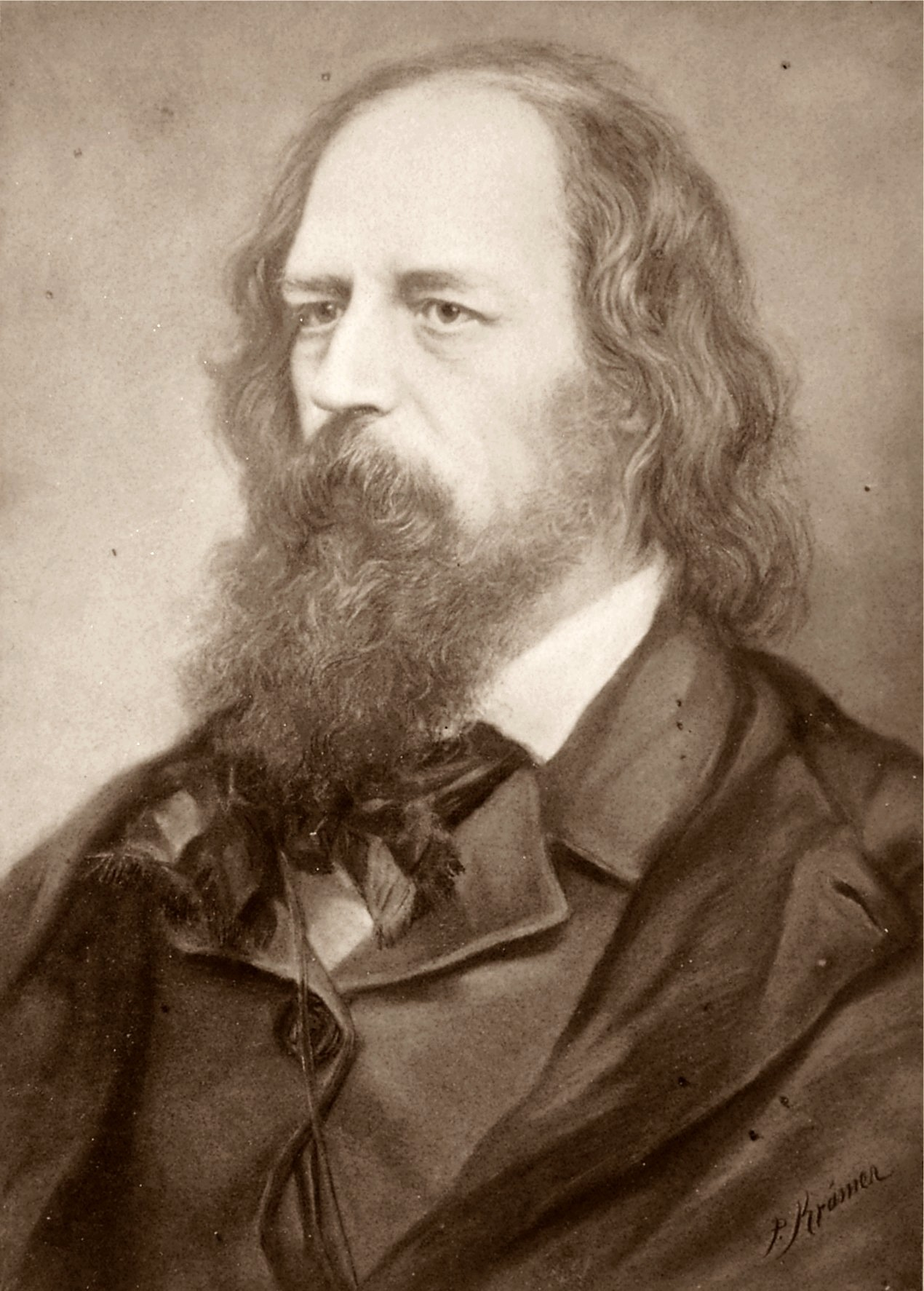
Alfred Tennyson

Der renommierte Wissenschaftler Robert Hooke wurde 1635 in Freshwater geboren. Sein Vater John Hooke war Vikar der Allerheiligenkirche. Als er 1648 starb, verließ Hooke Freshwater, ging nach London und lernte dort beim Porträtisten Peter Lely. Danach ging er zur Westminster School und schließlich nach Oxford.
George Morland (1763–1804) war ein berühmter Maler, der in einem Strukturbau, genannt Cabin, um 1800 in Freshwater gelebt hat.
Der britische Hofdichter Alfred Tennyson lebte bis zu seinem Tode 1892 im nahegelegenen Farringford House an der Straße nach Alum Bay. Er mietete es ab 1853 und kaufte es im Jahre 1856. Dort fühlte er sich durch die vielen Fans belästigt, weshalb er 1869 nach Aldworth ging, ein Herrenhaus auf einem Hügel, der als Blackdown bekannt ist, zwischen Lurgashall und Fernhurst, etwa 2 km südlich von Haslemere, West Sussex. Seitdem nutzte er Farringford als Winterresidenz.
Die Pionierfotographin Julia Margaret Cameron lebte von 1860 bis 1875 in der Dimbola Lodge in Freshwater.
Im Jahre 1960 verbrachte Diki Tsering, die Mutter des 14. Dalai Lama, sechs Wochen in Basil John Goulds (1883–1956) Gasthaus bei seiner Witwe Cecily. Sie war dort zur Erholung nach einer Operation eines gutartigen Rachenpolypen im St. Mary’s Hospital in London.
Vivian Fuchs wurde am 11. Februar 1908 in Freshwater geboren. Er nahm als britischer Forscher an der ersten Überquerung der Antarktis im Jahre 1958 teil.

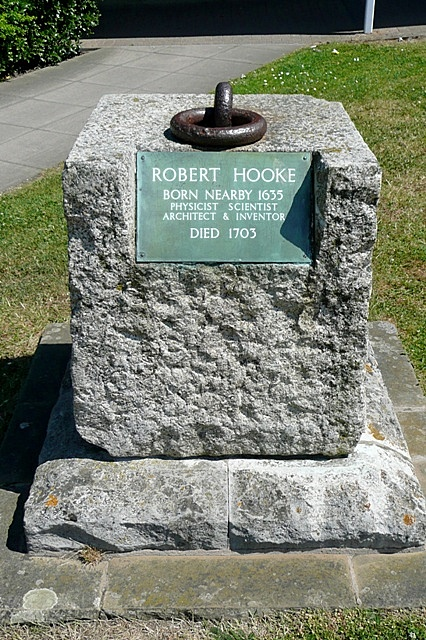
Robert-Hooke-Denkmal

## Natur und Umgebung

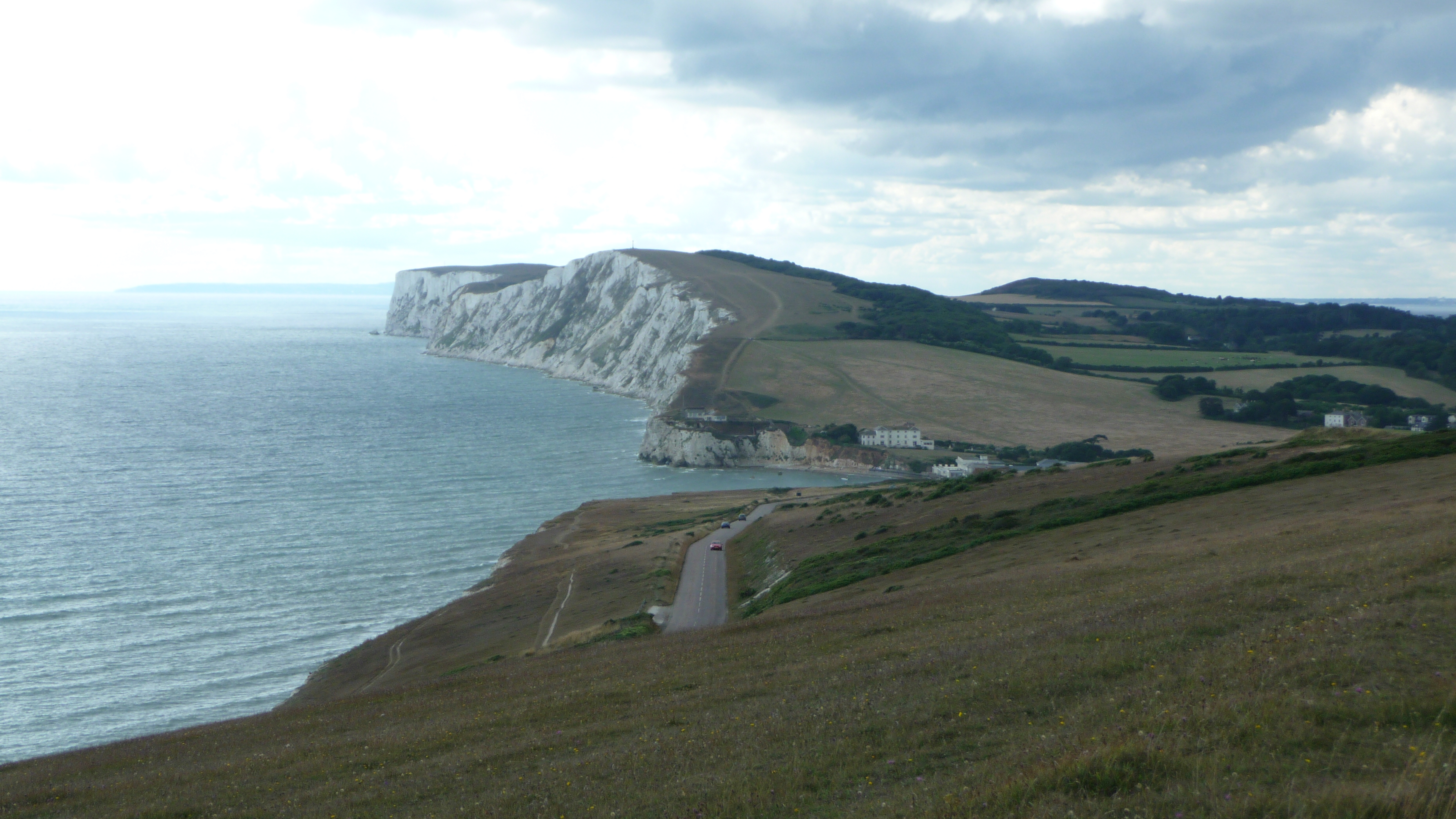
Afton Down

Freshwater ist berühmt für seine Geologie und Küstenfelsformationen, die aus jahrhundertelanger Küstenerosion resultieren. Der Arch Rock war ein sehr bekanntes landschaftliches Merkmal, der am 25. Oktober 1992 abbrach. Der benachbarte Stag Rock ist nach einem Hirschsprung von den Klippen auf den Felsen benannt, der während der Jagd auf der Flucht war. Eine andere große Felsplatte brach 1968 von den Klippen ab und ist heute als Mermaid Rock benannt. Gleich dahinter liegt eine kleine, mehrere Meter breite Meeresgrotte.
Der Sandstrand von Freshwater ist sehr beliebt und von den nahen Klippen teils mit Kreide bedeckt, die von den Touristen gerne als Souvenir mitgenommen wird.
Die Hügel oberhalb von Freshwater sind nach Tennyson benannt. Ihm zu Ehren wurde 1897 von den Dorfbewohnern und Freunden aus England und den Vereinigten Staaten auf dem Tennyson Down ein Kreuz aus kornischem Granit errichtet. Der nahegelegene Hooke Hill wurde nach Robert Hooke benannt.
Nahe Freshwater entspringt der Western Yar, der nördlich von Yarmouth mündet. Die Freshwater Marshes sind ein Site of Special Scientific Interest, größtenteils gehören sie zum Naturreservat Afton Marshes.
Afton Down ist ein Hügel an der Freshwater Bay auf der westlichen Seite der Isle of Wight. Dort fand das berühmte Isle of Wight Festival statt.

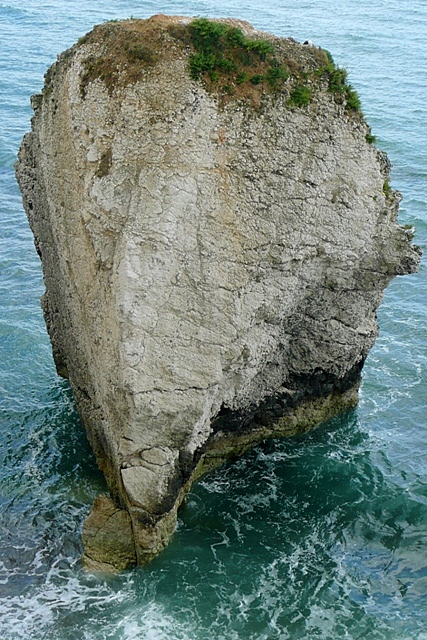
Mermaid Rock
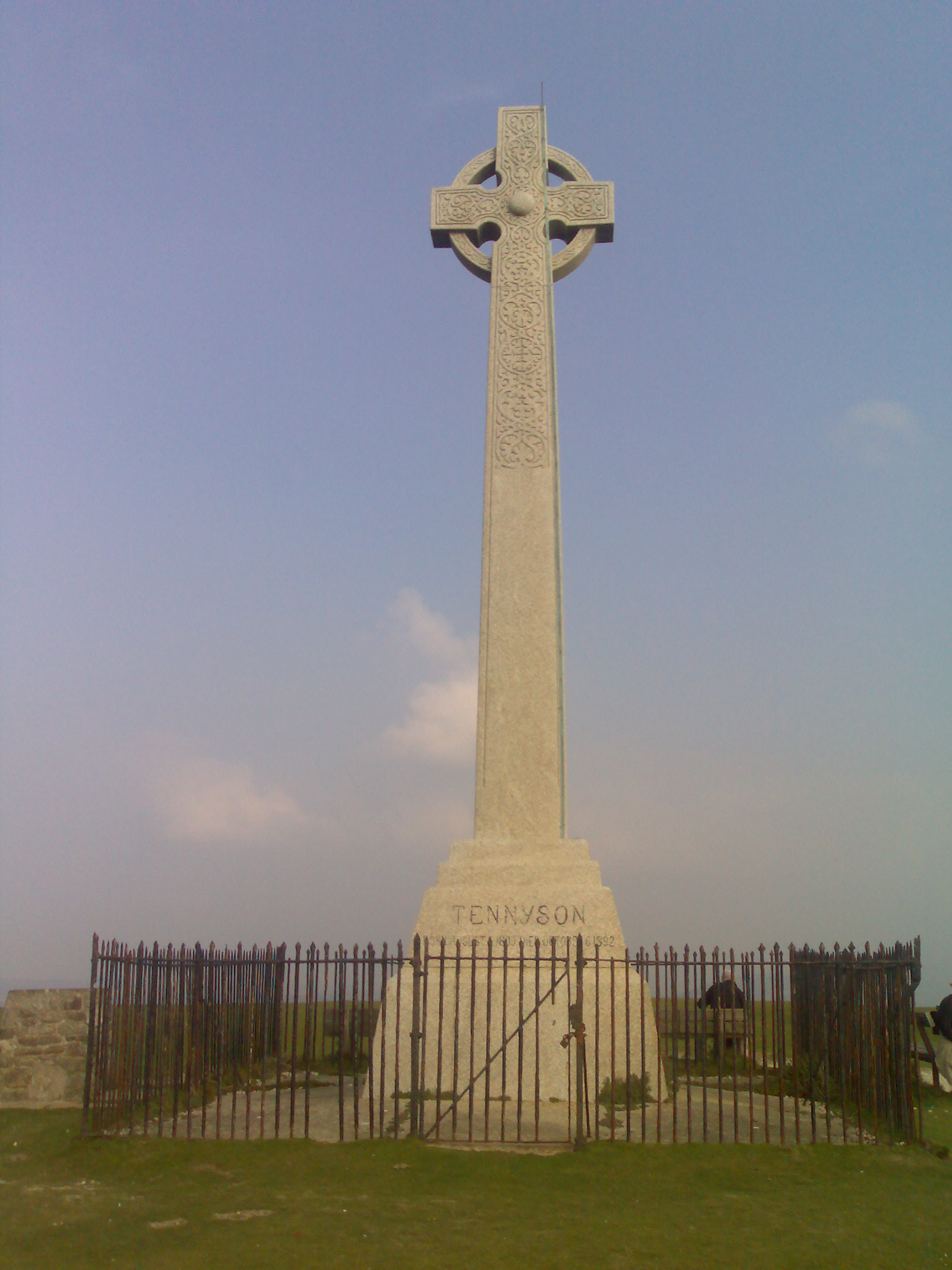
Tennyson-Denkmal

## Verkehr
Freshwater ist an die Southern-Vectis-Buslinien 7 und 12 nach Totland, Yarmouth und Newport angebunden. Im Sommer fahren oben offene Busse der „The Needles Tour“ und des Touristik-Unternehmens „Island Coaster“ Freshwater Bay an. Freshwater liegt am „Isle of Wight Coastal Path“, einem 107 km langen Fußweg rund um die Isle of Wight.

## Organisationen
Die Freshwater Village Association wurde von den Dorfbewohnern im November 2006 gegründet, mit dem Ziel, die Identität des Orts Freshwater als Dorf zu bewahren. Am 2. Juli 1984 wurde die Freshwater Bay Residents’ Association gegründet, die für die Entwicklung der Gemeinde einsteht.
Freshwater Independent Lifeboat ist eine unabhängige Rettungsorganisation mit Sitz in Freshwater und betreibt die Freshwater Bay Lifeboat Station an der Promenade von Freshwater Bay. Seit der Trennung von der Royal National Lifeboat Institution werden die beiden Rettungsboote aus öffentlichen Spenden und Verkaufserlösen erhalten. Die Freshwater Independent Lifeboat richtet den jährlichen Karneval in Freshwater und Totland aus.
Freshwater ist Sitz der Robert Hooke Society, die den Wanderweg Hooke Trail in der Region rund um den Wirkungsort Robert Hookes erschaffen hat. Alle zwei Monate halten die Mitglieder Treffen im Inselplanetarium in Fort Victoria, jeweils am 3. März ein Gedenk-Brunch zu seinem Todestag (1703) sowie ein wochenlanges Fest zu seinem Geburtstag (28. Juli 1635) ab.